# Life (film, 1915)
Pour les articles homonymes, voir Life (homonymie).
Life est le titre d'un film jamais monté de Charlie Chaplin (1915 - 1916).
Chaplin avait entrepris le tournage de ce film dramatique en octobre 1915, mais avait dû l'abandonner au moment où il quittait les studios Essanay.
Certaines séquences ont été utilisées dans le film Triple Trouble (Les Avatars de Charlot) sorti en 1918.